# Tekno (muziekstijl)
Tekno of hardtek is een elektronische muziekstijl die enigszins lijkt op techno en hardcore, vanwege het hoge aantal beats per minute (160-210). Omdat de feesten waar deze stijl gedraaid wordt, vaak gratis of voor een vrijwillige donatie toegankelijk zijn en vanwege het illegale, vrijgemaakte karakter, wordt het ook freetekno  genoemd. Het wordt ook weleens "kraaktechno" of "techno met een k" genoemd omdat teknofeesten vaak in kraakpanden gehouden worden. 
Tekno is vooral een psychedelische variant van hardcore. Het is voortgekomen uit een samensmelting van stijlen waaronder acid house, breakbeats, industrial hardcore, EBM, de psychedelische rock van de jaren 1970 en langslepende composities in de klassieke muziek.
De muziekstijl is ontstaan in de eerste helft van de jaren 1990 uit onvrede met het politieke beleid destijds en met aan regels gebonden uitgaansgelegenheden. Meestal worden de feesten waar de muziek gedraaid wordt niet aangegeven in het uitgaanscircuit omdat het kleinschalige underground karakter zo behouden wordt. De feesten (free parties) zijn op wisselende locaties. De bezoekers krijgen de exacte locatie op het laatste moment te horen. 
Een van de eerste tekno-collectieven was het Britse Spiral Tribe dat begin jaren 1990 begon met het organiseren van illegale teknofeesten. Door dit rondreizende collectief is ook Teknival ontstaan. In Nederland is vooral het sound system Mononom bekend.